# Freiheitsstrafe
Die Freiheitsstrafe – auch Haftstrafe – ist eine Form staatlicher Sanktion, um auf eine Straftat zu reagieren. Die Freiheit des Täters wird eingeschränkt, zum Beispiel durch Unterbringung in einem Gefängnis. Die Strafe wird von einem Gericht durch ein Urteil ausgesprochen.

## Rechtslage in einzelnen Rechtsordnungen
- Freiheitsstrafe (Deutschland)
- Freiheitsstrafe (Namibia)